# San Luis, Aurora
San Luis (Bayan ng San Luis) är en kommun i Filippinerna. Kommunen ligger på ön Luzon, och tillhör provinsen Aurora. Folkmängden uppgår till 27 352 invånare år 2015.

## Barangayer
San Luis är indelat i 18 barangayer.
| - Bacong - Barangay I (Pob.) - Barangay II (Pob.) - Barangay III (Pob.) - Barangay IV (Pob.) - Dibalo - Dibayabay - Dibut - Dikapinisan | - Dimanayat - Diteki - Ditumabo - L. Pimentel - Nonong Senior - Real - San Isidro - San Jose - Zarah |

## Bildgalleri

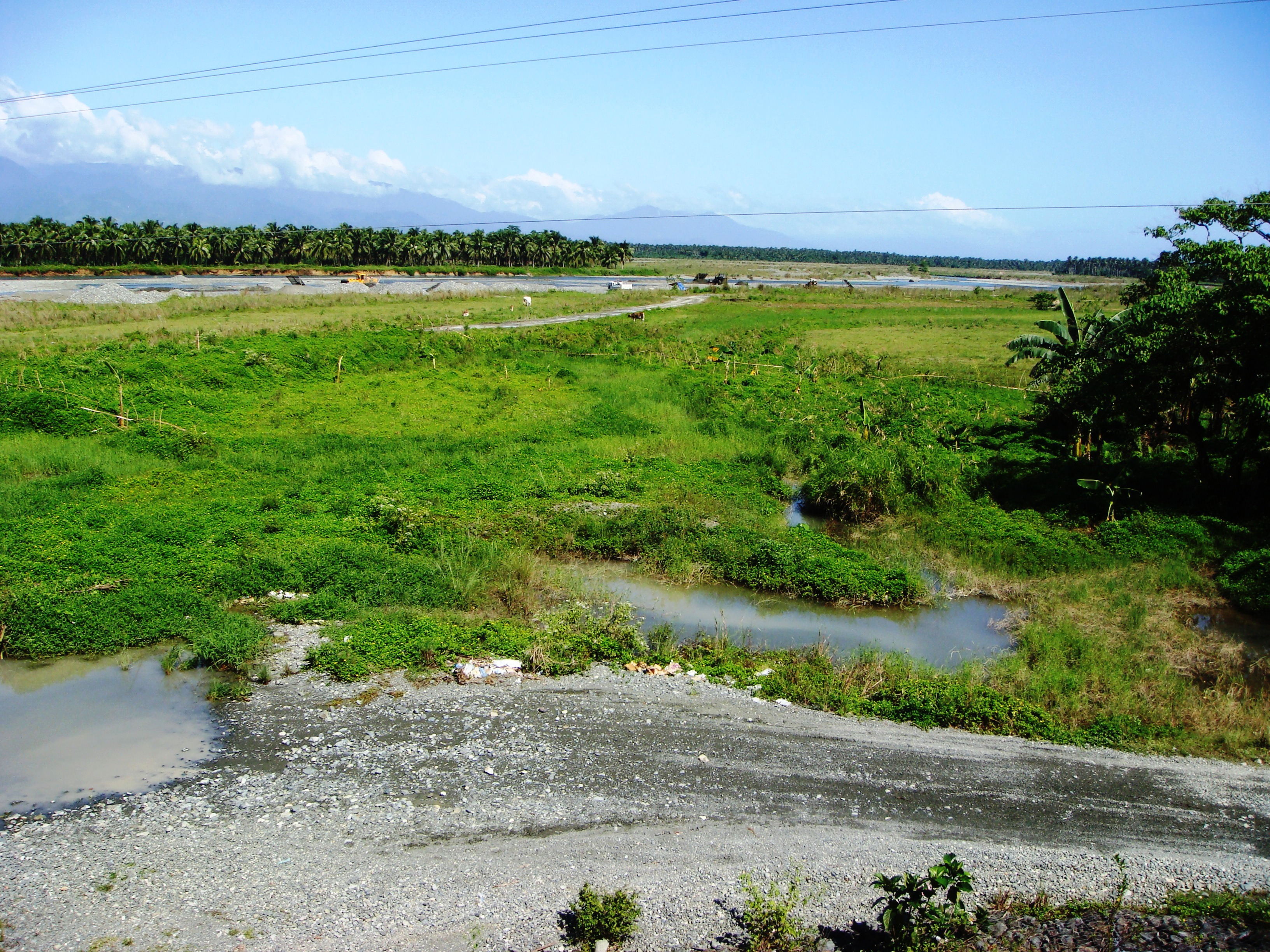
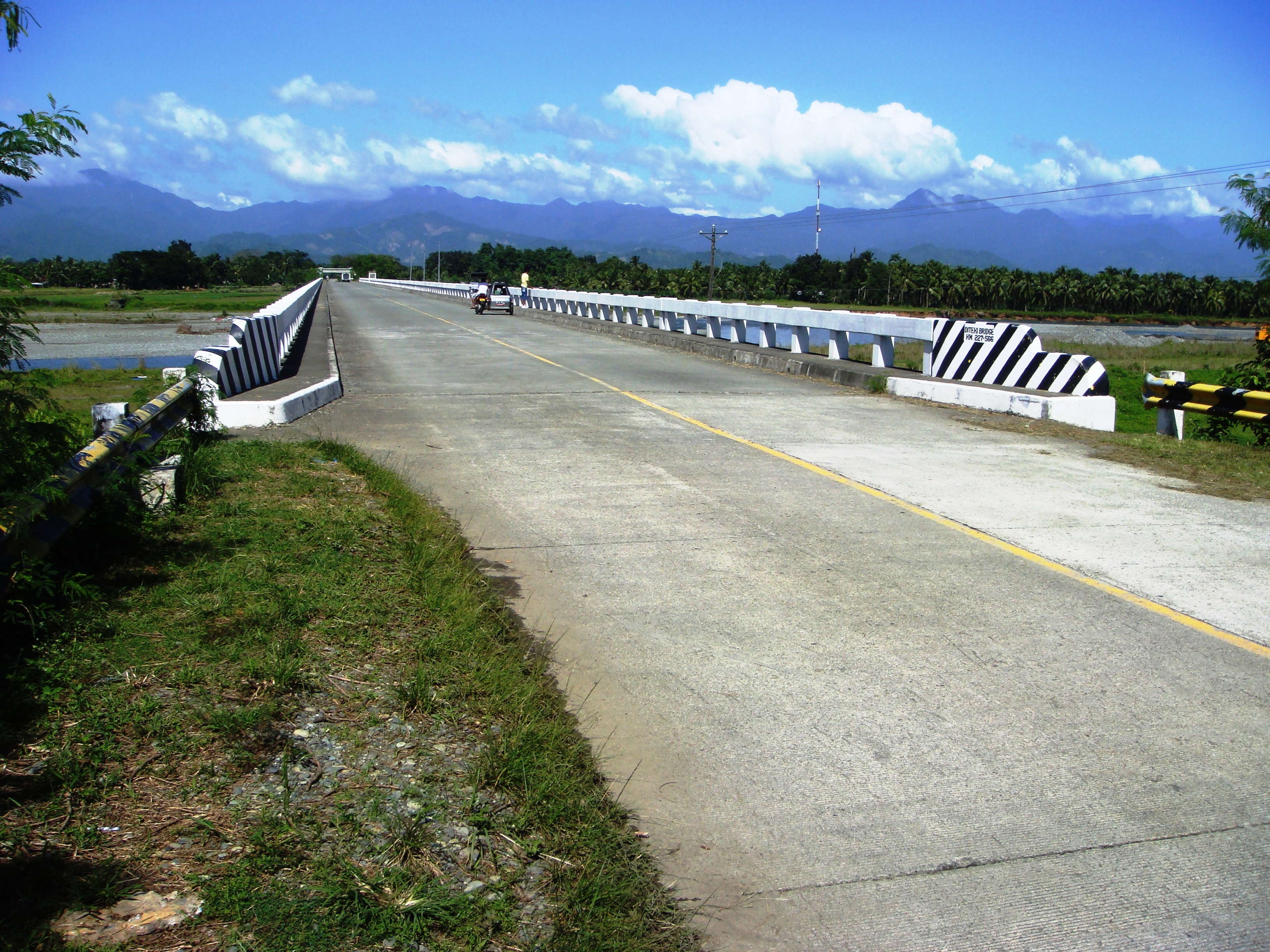
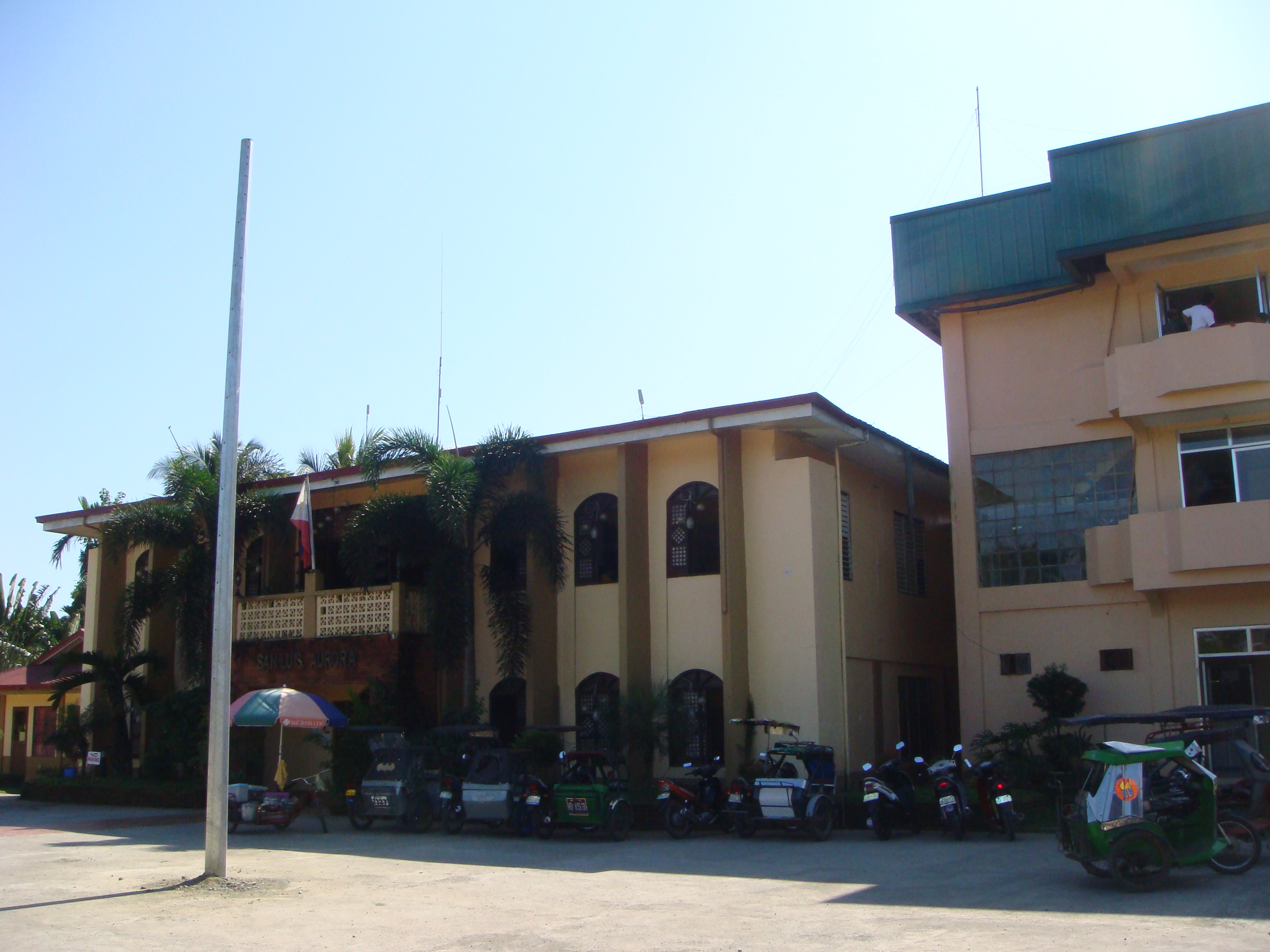
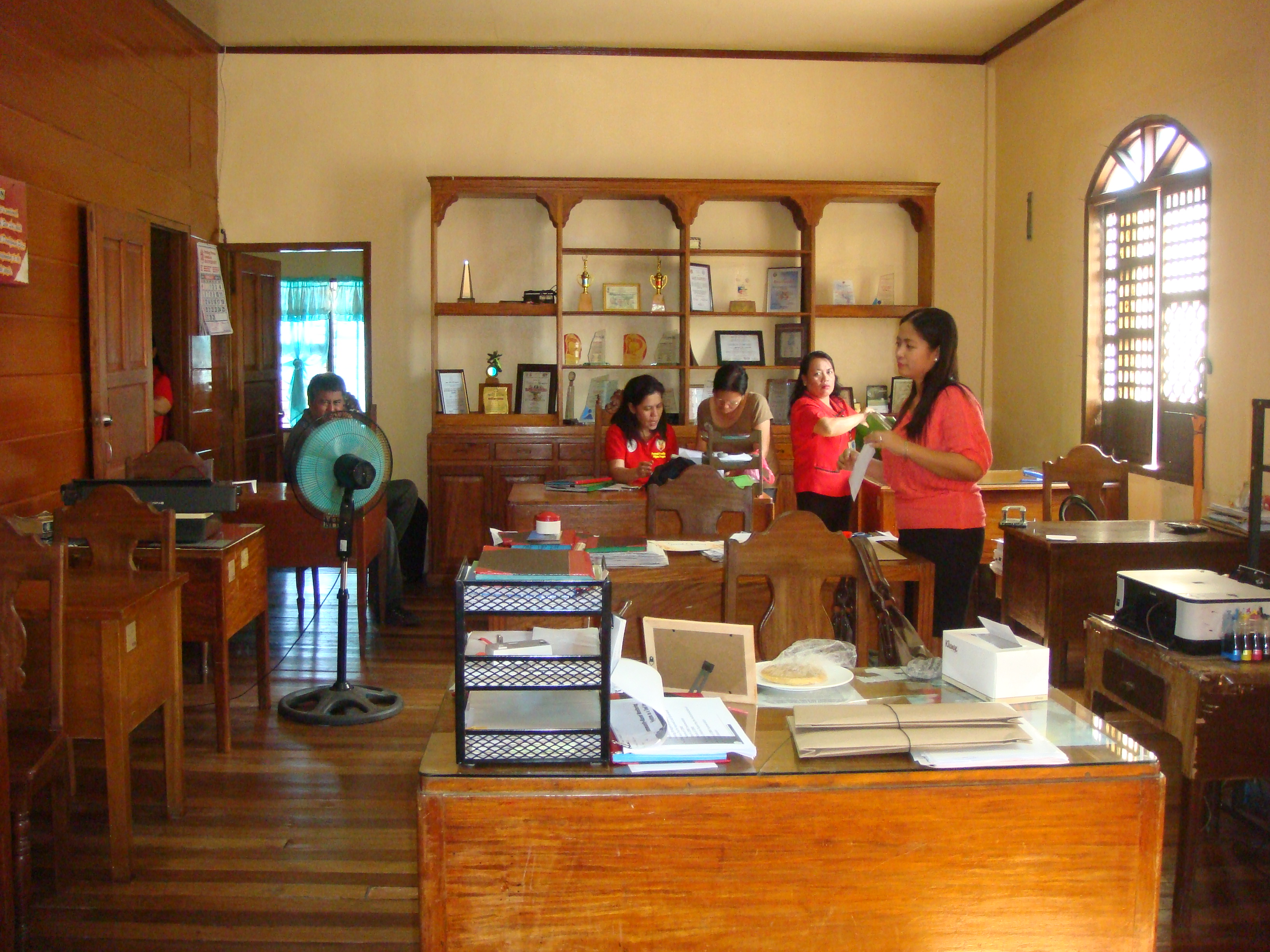
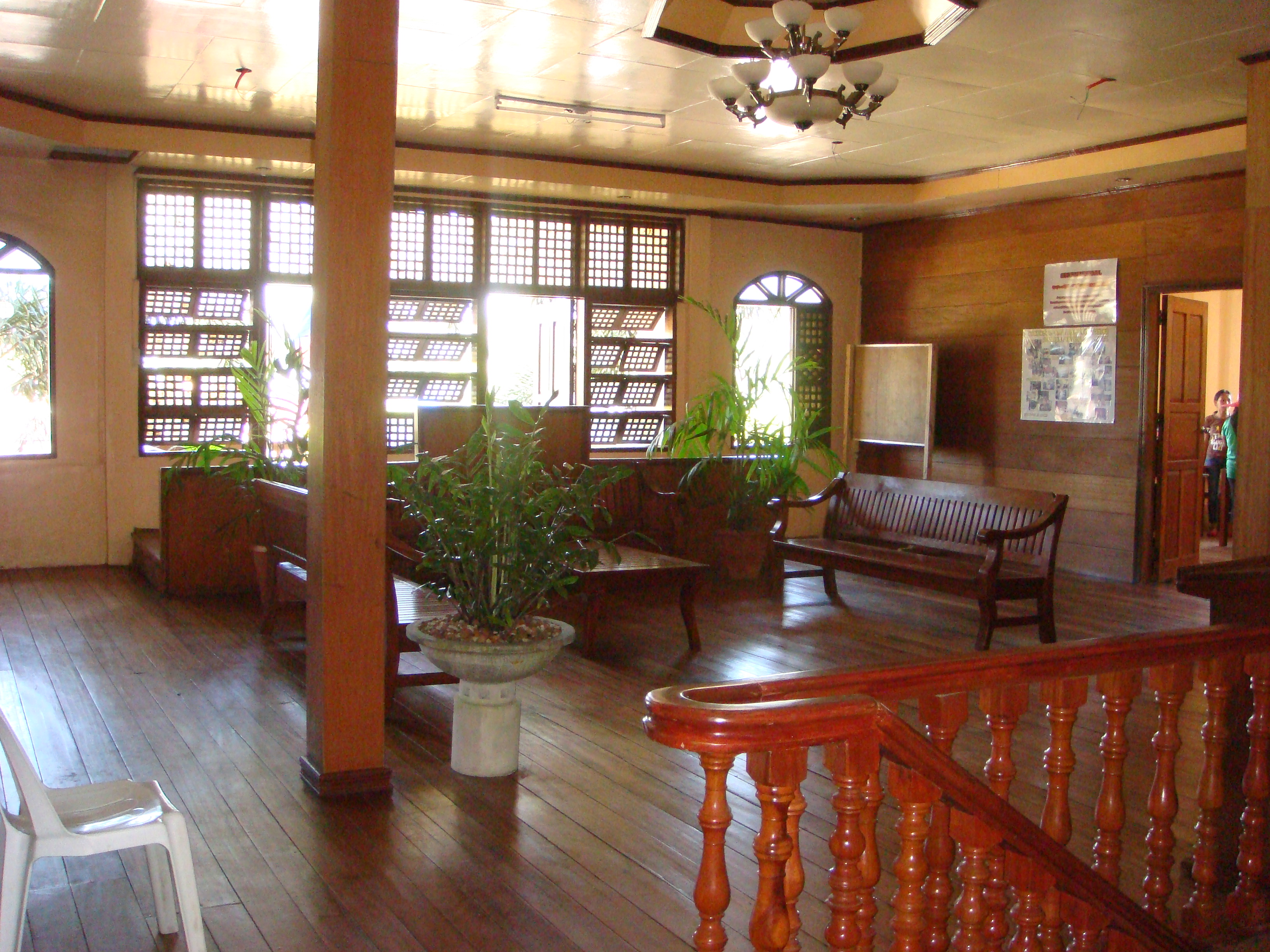